# Recilia beieri
Recilia beieri är en insektsart som beskrevs av Dlabola 1964. Recilia beieri ingår i släktet Recilia och familjen dvärgstritar. Inga underarter finns listade i Catalogue of Life.